# Osztrovnói csata
Az osztrovnói csata 1812. július 25–27. (a julián naptár szerint július 13–14.) között zajlott le a Michel Ney, Eugène de Beauharnais és Joachim Murat lovasságából álló francia–olasz haderő és az Alekszandr Ivanovics Oszterman-Tolsztoj és a Pjotr Petrovics Konovnyicin vezette orosz haderő között. Az oroszok visszaverték a túlerőben lévő ellenséget, háromnapos előnyt adtak Barclay de Tollynak. A francia elővéd ütközött meg az orosz utóvéddel. Az orosz erők 3000 halottat vagy sebesültet, 800 hadifoglyot és nyolc ágyút veszítettek, a franciák vesztesége ehhez hasonlóan alakult.

## Előzmények
Az orosz hadsereg vezetői: Bagratyion és Barclay de Tolly azt tervezték, hogy visszavonulásuk után Vityebszknél egyesítik erőiket. Ugyanakkor Davout elvágta Bagratyion útját Vityebszk irányába, és Bagratyion úgy döntött, hogy Szmolenszk irányába mozog. Nem tudva erről és visszahúzódva Polockból, Barclay de Tolly július 23-án elérte Vityebszket és megállt, hogy bevárja Bagratyiont. Vityebszkhez közelített Napóleon is a fő erőivel.
Barclay választás elé került: vagy folytatja tovább a visszavonulást Szmolenszk felé – átadva az orosz földet harc nélkül – vagy a helyén kell maradnia, és ha az előrenyomuló francia erőket lefoglalja, akkor Bagratyion odaér. Barclay remélte, tudja addig az időt húzni késleltető csatákban az erdős terepen. Ez a döntés hozzájárult Napóleon erőinek széttagolódásához, és ellátási nehézségeihez.
Az első orosz hadsereg 2 nappal azelőtt Vityebszkbe érkezett, hogy váratlanul egy francia járőrbe botlottak a kozákok 3 km-re a várostól, a Besenkovicsit Vityebszkkel összekötő úton, míg a hátvéd az ellenséges sereg megjelenését várta a Dvina másik oldalán . Hogy elvágják az ellenség útját, Barclay a 4. gyalogsági ezredet küldte Oszterman-Tolsztoj vezetésével, kiegészítve némi lovassággal.
Jermolov szavaival: „Szükség van tábornokra, aki várja az ellenséges erőket, és azok nem félemlítik meg.”
A hadsereg nagy része védekező állást foglalt el Vityebszknél, a Lucseszoj folyónál, ami ott ömlik be a Dvinába. A hátországi orosz hadsereg elindult Porecsjébe (1918-tól Gyemidov) és Szmolenszkbe.

## A csata

### Július 25.
Oszterman-Tolsztoj előőrse a 4. gyalogsági divízióból és két huszár ezredből, egy dragonyos dandárból és lovas tüzérségből állt. A csata résztvevői 6 ezer katonára emlékeznek, más források kilenc ezer főre teszik Oszterman hadseregét.
A huszár előőrs és a Nyezsinszkíj dragonyosok belebotlottak egy francia őrjáratba, megtámadták azt, és üldözni kezdték Osztrovno falun keresztül (körülbelül 25 km-re nyugatra Vityebszktől), ahol 8 km-re Osztrovnótól Murat vezetése alatt erős francia előőrs állt, amely 1. huszár divízióból (Bruyer tábornok) és az Saint-Germain tábornok divíziójából állt. Murat-nak ugyan volt lovas tüzérsége, de nem volt gyalogsága. A harc fellángolt és egész nap tartott. A franciák első sikerüket azzal aratták, hogy a 6. huszár ezredük meglepte a két század orosz könnyű huszárt az erdőben és zsákmányolt hat lovas tüzérségi üteget. Oszterman a francia előrenyomulást megakadályozandó bevetette a harcba a második huszár ezredet és a csapatai elzárták a Vityebszkbe vezető utat. A bal szárny előőrse a mocsaras erdőre támaszkodott, a jobb szárny a Dvinára. Az orosz tüzérség folyamatosan lőtte az utat, ami jelentős veszteséget okozott a francia lovasságnak.
Murat nem mérte fel a helyzetét és mivel nem volt gyalogsága, nem tudta kihasználni a számbeli fölényét, erőszakos támadásokat erőltetett. Lovassági támadást indított az úton, ahol két zászlóalj orosz gyalogság állt az út két oldalán, állva a francia tüzérség gyilkos tüzét. Glinka írja erről a „Feljegyzések az 1812-es évről” című munkájában: „Mennydörgött ádázul az ellenséges tüzérségi tűz és csak állták a bátor orosz ezredek. Nehéz volt vinniük a fegyvert és megtölteni, de ők csak hallgattak. A gróf kérdezte tőlük: - Mit csinálnak? - Semmit -felelték azok - Állunk és meghalunk!” A csata résztvevői között ez a szólás terjedt el, amely szimbóluma lett az orosz katonák helytállásának. Egy Mesetics nevű tüzérségi írnok jegyezte ezt az esetet fel: „Ebben az időben egy gyalogos zászlóalj a bokrok között lapult és az ellenség megrohanta őket, menekülni kezdtek. Oszterman-Tolsztojnak amikor ezt jelentették, akkor ő odament az emberek elé a nyírfák alá szájában a pipával és így tiltotta meg a visszavonulást: »Állni és meghalni«!”
Erre a katonái a franciákat az erdőn keresztül támadták meg és visszaverték. A franciák nem tudták áttörni a gyalogság vonalait, de az oroszok rohamait akadályozta a francia tüzérség. Ekkor Murat megérkezett a 13. gyalogezreddel Beauharnais hadtestéből át az erdőn, és megtámadta az orosz balszárnyat. Az új helyzetet felmérve Oszterman Vityebszkbe hátrált, éjszaka azonban visszatért négy hadtesttel.

### Július 26.
Oszterman négy hadteste Konovnyicin három gyalogos divíziójából és Uvarov egy vértes hadosztályából állt. Kakuvjacsinye falu közelében egy szurdokban foglalták el pozíciójukat, Oszterman éjszaka adta a parancsot Konovnyicinnek, így a vértesek még nem érkeztek meg.
Murat-hoz megérkezett Eugène de Beauharnais hadteste. 26-án a harc a keskeny erdei úton folytatódott. Mindkét fél a saját balszárnyán támadott és ért el sikereket. A francia tábornok bevetette a lengyel ulánusokat, a többi francia tábornoknak sikerült megállítani a visszavonulást. Az orosz balszárny helyzete tarthatatlanná vált, így azok visszahátráltak az erdőbe. A jobbszárnyon a franciák erős nehéztüzérséget vetettek be és a tétovázó francia lovasságot. Barclay de Tolly egy gránátos hadosztályt küldött a hátvéd erősítésére Tucskov altábornagy hadosztályából. Két órakor maga Napóleon vette át a parancsnokságot, úgy gondolta, hogy a franciák három óra alatt legyőzik az oroszokat. Távozása zavart keltett, nem változtatott a helyzeten. Konovnyicin bátorsága és vakmerősége sem tudta tartani a franciákat, kénytelenek voltak visszavonulni. Este a franciák elérték Vityebszket, de már kimerültek és nem folytatták az előrenyomulást.

### Július 27.
Tudomást szerezve arról, hogy ezredei visszavonultak, Barclay de Tolly az összes csapatot Vityebszkhez közel egy helyen vonta össze a Daugava jobb partján. A szándéka az volt, hogy késleltető harcokkal feltartja a franciákat, hogy csatlakozzon Bagratyion 2. hadseregéhez. Az első hadsereg elfoglalta állásait a Lucsosza folyónál, jobb szárnyán a Dvina, a jobbszárny az erdőt zárta le. Ugyanakkor július 27-én a kora reggeli órákban Barclay de Tolly táborába futár érkezett Bagratyiontól, hogy Szmolenszk felé mozog. Ezen kívül tartottak Napóleon megjelenésétől is, mert az azt jelentette volna, hogy 150 ezer francia került volna szembe 75 ezer orosszal. Ezért július 26-ról 27-re virradó éjszaka az oroszok pozíciót változtattak, a Lucsosza folyó partján Babinovicsi irányába, továbbra is azt a benyomást keltve a franciákban, hogy készülnek a csatára.
a csatát.
Július 27-én a Palen vezette hátvéd friss csapatokat hozott: 3-4 ezer gyalogost, 4 ezer lovast és 40 ágyút. Palen 8 km-re Vityebszktől Dobrejka falunál vette fel pozícióját, Lucsosza folyón tartva szemét.
Palen utóvédje reggel öttől délután háromig küzdött, aztán visszavonult a folyó mögé, röviddel azelőtt, míg Barlay de Tolly első hadserege elfoglalta a helyét. Clausewitz személyesen irányította Palen vezérkarát, felismerve a francia támadás lomha jeleit, mert Napóleon alaposan elő akarta készíteni a csatát a következő napon. De Ségur gróf közvetítésével Napóleon 11-kor elrendelte a támadás leállítását Palen ellen, ellenőrizni akarta a terepet és összegyűjteni az erőit.
Napóleon a leírás szerint így fordult Murat-hoz: „Holnap 5 órakor Austerlitz napja virrad!” A franciák előtt ott tornyosult az orosz hadsereg tömege a Lucsosza partján. (A pozícióváltás után nem volt lehetőségük, hogy megláthassák a fő erőket, de azt hitték, hogy az oroszok meg akarják védeni Vityebszket).
Július 27-én egy órakor Barclay de Tolly hadseregének három hadoszlopa zavartalanul érhetett Szmolenszkbe, úgy, hogy a franciák ezt nem is sejtették. Csak július 28-án fedezték fel a franciák, hogy Palen hadserege az erdős terepen visszavonult és eltűnt.

## Következmények
A franciák nem tudták, hogy hová tűnt az orosz hadsereg, ezért nem is tudták követni.Belliard tábornok megkérdezte Napóleont a lovasság helyzetéről, erre ő egyszerűen így válaszolt: „Még hat nap menetelés és a lovasság eltűnik.” A katonai vezetés tanácskozása után Napóleon úgy döntött, hogy leállítja a további előrenyomulást. Július 28-án Vityebszkben a vezérkar szállásán Napóleon odadobta a térképre kardját a következő szavakkal: „Itt állok! Itt kell megpihennünk és megszervezni Lengyelországot! Az 1812-es hadjáratnak vége, majd az 1813-as hadjárat befejezi a többit!” Az orosz hadsereg augusztus 3-án összpontosította az erőit Szmolenszknél, Napóleon ezért kénytelen volt megváltoztatni terveit.
A három napos küzdelemben az oroszok körülbelül 3764 katonát vesztettek és elesett Okulov tábornokuk. A franciák vesztesége nagyjából megegyezett az orosszal (3704 halott vagy sebesült, 300 hadifogoly) és Roussel dandártábornok halt meg a csatában.
A csata emlékét egy emlékmű őrzi Osztrovno falu közelében, ezzel a szöveggel:
Здесь, на полях сражений под

Островно, Куковячино,

Добрейкой 13-14/25-26/

июля 1812 года 9-тысячный

отряд русских войск под коман-

дованием генералов

Остермана-Толстого и

Коновницына стойко дер-

жал оборону против 20-тысяч-

ной армии Наполеона, чем обес-

печили беспрепятственное сое-

динение 1-й и 2-й русских армий

у Смоленска
„Itt, Osztrovno, Kukovjacsino, Dobrejka csataterén 1812. július 13-14 (25-26)-án kilencezer fős orosz sereg Oszterman-Tolsztoj és Konovnyicin tábornokok parancsnokságával kitartóan állta Napóleon húszezer francia katonájának támadását, amíg az első és második orosz hadsereg egyesült Szmolenszknél.”

## Fordítás
- Ez a szócikk részben vagy egészben  a(z)   Бой под Островно című orosz Wikipédia-szócikk fordításán alapul.  Az eredeti cikk szerkesztőit annak laptörténete sorolja fel. Ez a jelzés csupán a megfogalmazás eredetét és a szerzői jogokat jelzi, nem szolgál a cikkben szereplő információk forrásmegjelöléseként.